# ساندكزهي بالا
ساندكزهي بالا (بالفارسية: ساندکزهی بالا) هي قرية تقع في منطقة بولان في إيران. يقدر عدد سكانها بـ 792 نسمة بحسب إحصاء 2016.